# キマメ
キマメ (Cajanus cajan) はマメ亜科に属する多年生植物の一種。3500年前に南アジアで栽培化され、種子は食用穀物としてアジア・アフリカ・ラテンアメリカで利用されている。

## 名称
和名の「キマメ」は「木豆」あるいは「樹豆」。俗称に「琉球豆」とも。
英名は Pigeon pea・gandule bean・tropical green pea・kadios・Congo pea・gungo pea・gunga pea・no-eye peaなど。
ベンガル語で arhar dal (অড়হর ডাল) 、ヒンディー語で toor dal (तूर दाल) や arhar dal (अरहर दाल) 、マラーティー語で toor dal (तूर डाळ) 、カンナダ語で togari bele (ತೊಗರಿ ಬೇಳೆ) 、タミル語で thuvaram paruppu (துவரம் பருப்பு) 、マラヤーラム語で thuvara parippu (തുവരപ്പരിപ്പ്) 、テルグ語で kandi pappu (కందిపప్పు) 、ミゾ語で Behliang と呼ばれる。タンザニアでは mzimbili mussa、マラウイでは kardis や nandolo と呼ばれ、他にも  fio-fio 、 mgbụmgbụ 、 mbaazi  などの名がある。

## 起源

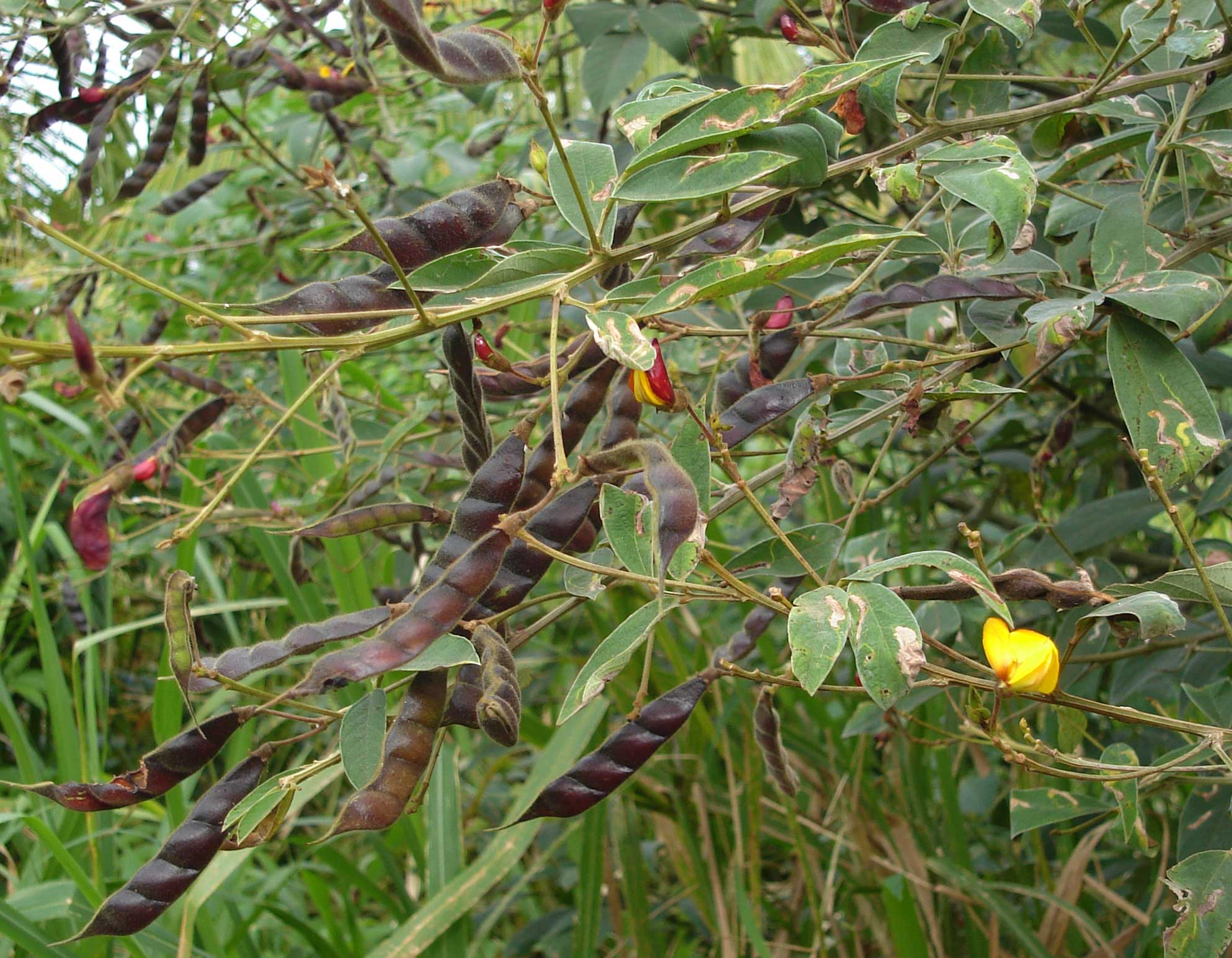
多年生の低木である。

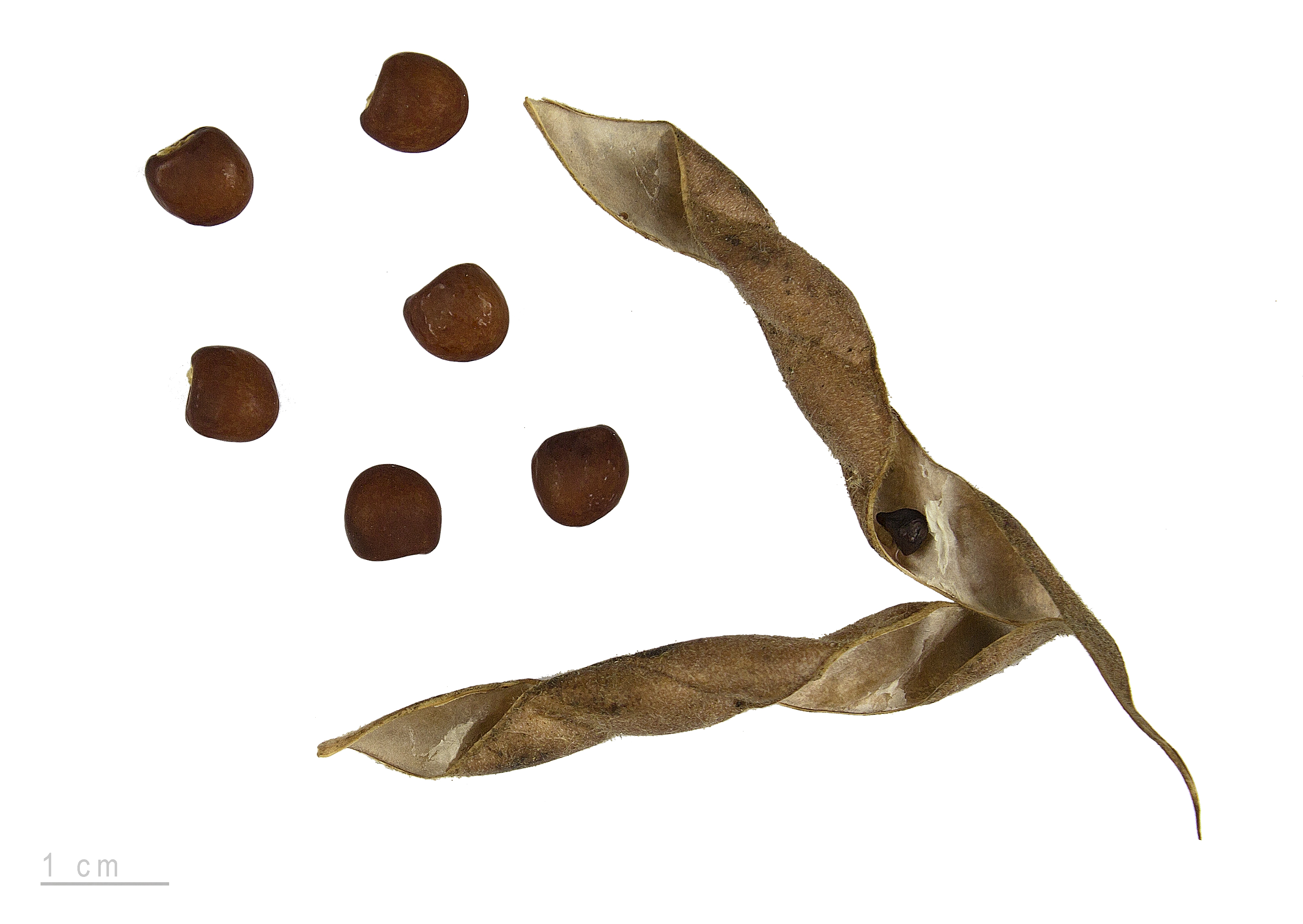
Cajanus cajan

栽培化の起源は少なくとも3500年前に遡る。最も近縁な野生種 Cajanus cajanifolia が自生する、インド半島東部（オリッサ州など）の熱帯常緑樹林に起源の中心があると考えられている。考古学的には、オリッサ州のゴパルプールとGolbai Sassan（3,400-3,000年前、新石器時代）の遺跡、南インドのSanganakalluとTuljapur Garhi（3,400年前）の遺跡から本種が出土している。本種はインドから東アフリカ・西アフリカに渡り、そこでヨーロッパ人の目に初めて触れた。Congo Peaという名はその名残である。アメリカ大陸には、おそらく17世紀に奴隷貿易によって渡ったと考えられる。

## 栽培
現在では、本種は旧大陸、新大陸双方の熱帯から亜熱帯で広く栽培されている。多年生の品種は3-5年にわたって豆を収穫することができるが、最初の2年以降は生産量が落ちる。一年生の品種の方が種子の生産には適している。
半乾燥地帯の天水農業において重要な豆類で、インド亜大陸、アフリカ東部、中米の順に生産量が多く、この3地域が主な生産地である。他にも25以上の熱帯・亜熱帯諸国において、単独栽培されたり、モロコシ・トウジンビエ・トウモロコシなどの穀物やラッカセイなどの他の豆類と混合栽培される。
この作物は、耕作限界地において資源の乏しい農家によって栽培されている。彼らは、伝統的には収穫までに5-11ヶ月かかる在来種を育てていたが、3-4ヶ月で収穫できる本種は、近年行われている年に複数回の作付けに適している。伝統的な農業では肥料・草刈り・灌漑・殺虫剤などの利用が最低限であったため、面積あたりの収量は平均で700 kg/ha程度に留まっていた。本種への需要は高く、このような技術を用いても費用的に見合うものとなると考えられ、注目を浴びている。
非常に高い旱魃耐性を持ち、年間降雨量650mm以下の地域でも育つ。トウモロコシ栽培が5年中3年失敗するようなケニアの旱魃を起こしやすい地域で、国際半乾燥熱帯作物研究所 (ICRISAT) に率いられた団体が、旱魃に強く、栄養価も高い作物としてキマメを奨励する運動を始めている。続くプロジェクトでは、種子の流通と販売を促進することで商業化を進めるため、生産者と販売者の間の連携の強化が進められている。このプロジェクトでは、ナイロビとモンバサにおいて、本種の生産者価格を20-25%上昇させることができた。これによって農家は土地や家畜、携帯電話などの資産を購入することが可能になり、彼らに貧困から脱却する道筋を与えている。
約430万ヘクタールの土地が本種の栽培に充てられており、世界生産量は年間310万トンである。うち80%がインドで栽培されている。西アフリカ、特にナイジェリアでも、飼料作物としての需要から栽培されている。
トリニダード・トバゴの植物学者・政治家であるJohn Spenceが、機械を用いて収穫できる本種の矮性品種を開発している。

## 利用

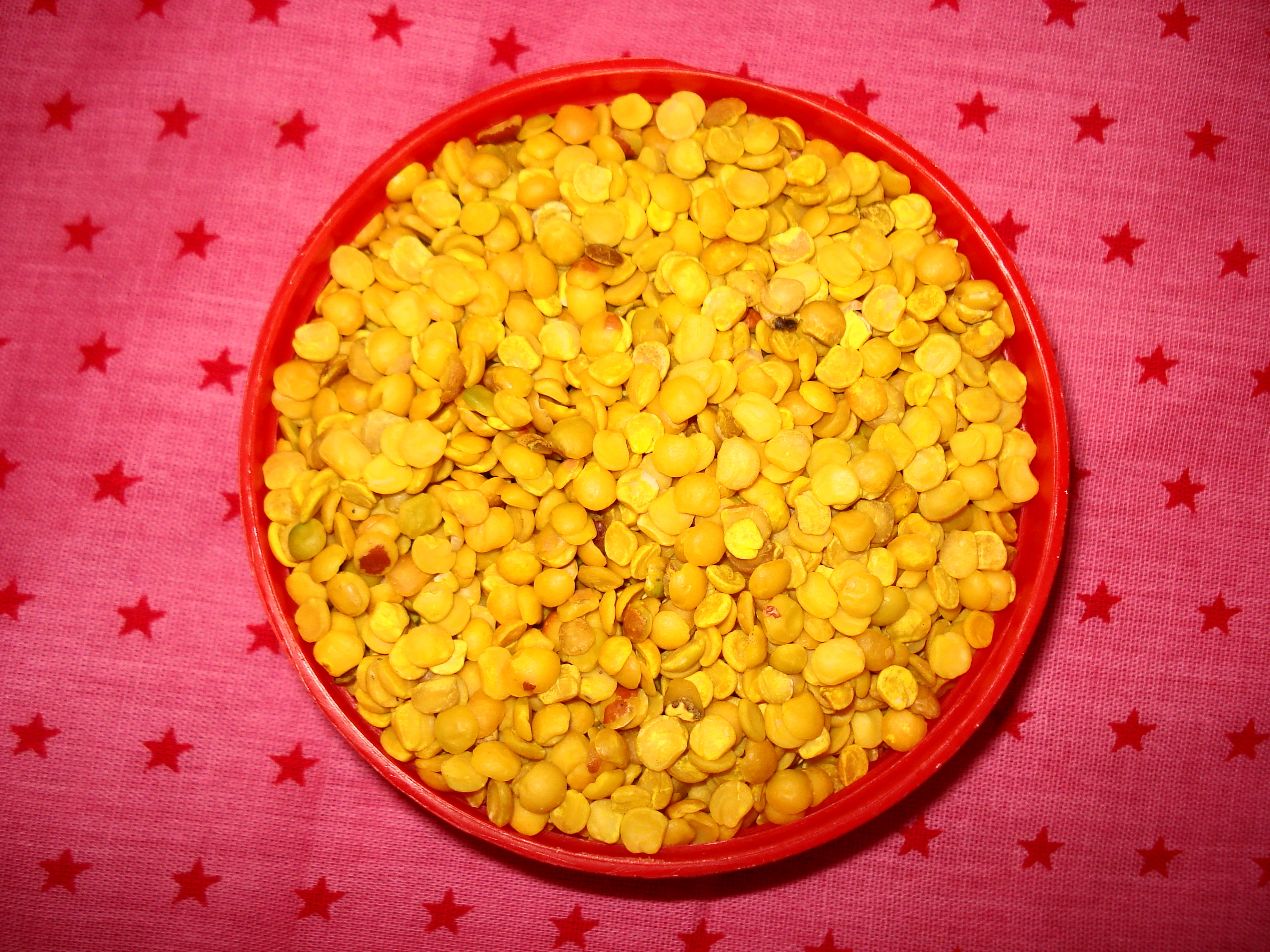
ツールダール。インドにおいてダール（豆類のスープ）の材料として用いられる。

食用または飼料・被覆作物の双方の用途で用いられる。食用としては、穀物と組み合わせることで栄養バランスの良い食材となる。乾燥した豆でも容易に発芽させることができ、その後に調理することで乾燥した豆とは別の風味を味わえる。また、難消化性の糖類が分解されることで消化性も改善する。
インドでは、最もよく用いられる豆類の一つに剥いたキマメ（toor dal、ツールダール）があり、菜食主義者の食事においても重要なタンパク源となっている。栽培地では、若い莢もサンバールなどの料理に野菜として入れられる。エチオピアでは豆だけでなく、若芽や葉も調理されて食される。

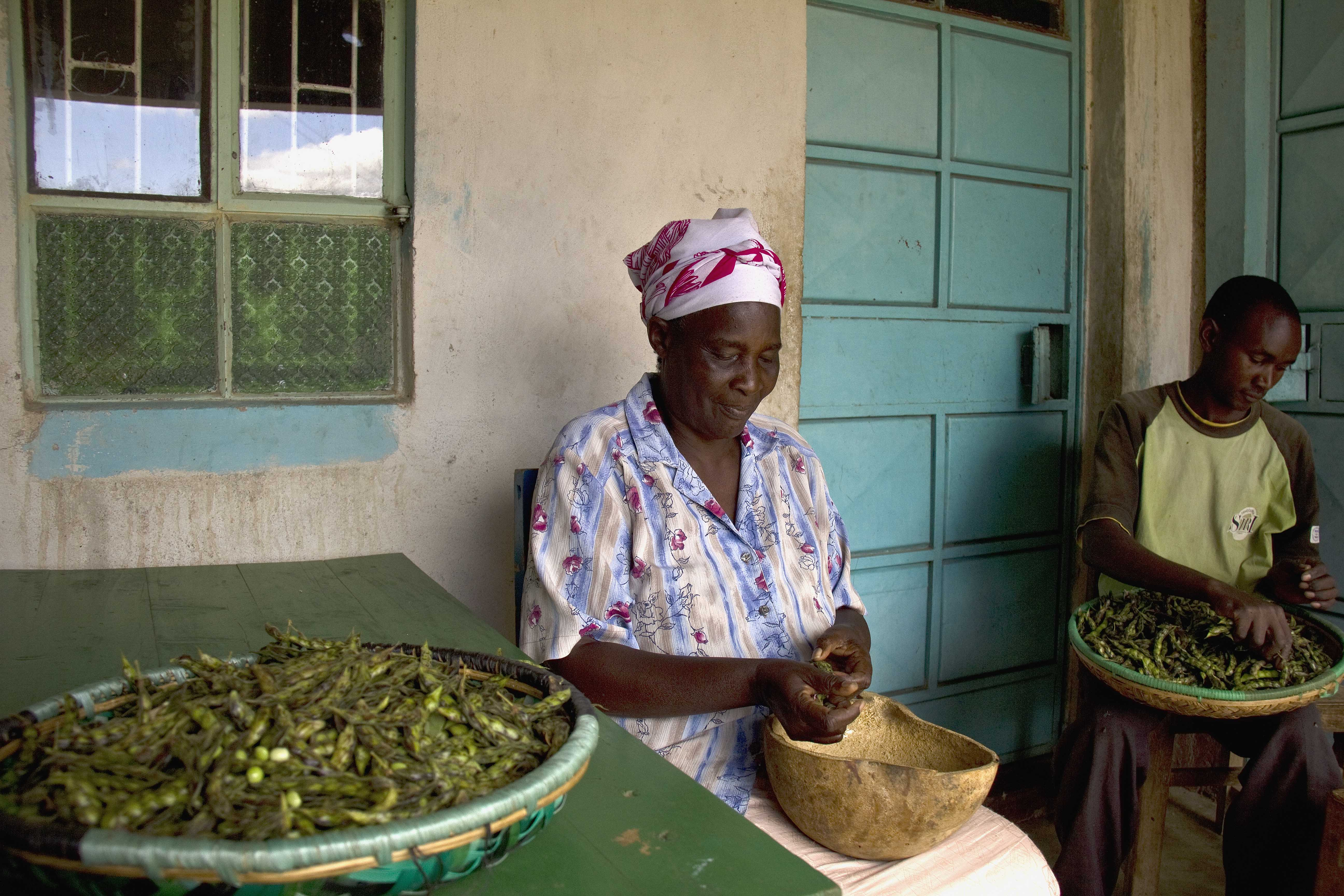
ケニアでの皮むきの様子

コロンビアのカリブ海沿岸・ドミニカ共和国・パナマ・ハワイなどの地域では缶詰として消費される。米と緑色のキマメを用いた"moro de gandules"はドミニカ共和国の伝統食である。ボール状のプランテンと共にシチューとすることもある。プエルトリコでは、キマメを米と共に炊き込んだ"arroz con gandules"が食される。トリニダード・トバゴとグレナダでは、牛または鶏を用いて同様の"pelau"と呼ばれる料理が作られ、これには南瓜や豚の尻尾が加えられることもある。コロンビアのアトランティコ県ではsopa de guandú con carne salada（または単に"gandules"）と呼ばれる料理が作られる。
大アンティル諸島では緑色の生のキマメを用いるのに対し、バハマでは薄茶色の乾燥したキマメを食用とする。"Peas 'n Rice"と呼ばれる定番料理が有名で、これは角切りにした豚の背脂・玉ねぎ・ピーマンと様々なスパイスを深鍋で炒め、その後トマトを加え、さらに水、キマメ、米を加えて柔らかくなるまで煮たものである。炒めた材料とトマトによって食材は茶色に染まるが、キマメはより深い茶色に染まり、料理の外見にコントラストを与える。
タイではラックカイガラムシを飼養する際の宿主植物としても用いられる。
緑肥としても重要であり、1haあたり90 kgの窒素を固定することができる。木質の茎は、薪・垣根・屋根ふき材料としても用いられる。

## ゲノム
全ゲノムが解読された最初の豆類であり、ICRISATが率いる国際研究プログラム、International Initiative for Pigeonpea Genomics (IIPG) に参加した中国・米国・ヨーロッパなどのグループによって解読が行われた。これは、国際農業研究協議グループ (CGIAR) の支援によってICRISAT主導で行われた食用作物のゲノム解読プロジェクトとして初のものである。これと並行して、Indian Council of Agricultural Researchのグループもドラフト配列を解析し発表した。

## 栄養素
タンパク質の含有量は多く、必須アミノ酸であるメチオニン・リシン・トリプトファンなども多く含んでいる。次の表に各アミノ酸の含有量を示す。
| 必須アミノ酸              | タンパク1gあたりの含有量 (mg) | 体内でのタンパク1gの合成に最低限必要な量 (mg) |
| ------------------------- | ----------------------------- | --------------------------------------------- |
| トリプトファン            | 9.76                          | 7                                             |
| トレオニン                | 32.34                         | 27                                            |
| イソロイシン              | 36.17                         | 25                                            |
| ロイシン                  | 71.3                          | 55                                            |
| リシン                    | 70.09                         | 51                                            |
| メチオニン+システイン     | 22.7                          | 25                                            |
| フェニルアラニン+チロシン | 110.4                         | 47                                            |
| バリン                    | 43.1                          | 32                                            |
| ヒスチジン                | 35.66                         | 18                                            |

未熟な豆は熟した豆より栄養素が全体的に少ないが、ビタミンCはかなり多く含まれており、脂質の含有量も少し高い。また、未熟な豆の方が、含まれているタンパク質が良質であることが示されている

## 病原体
- Phytophthora cajani